# ХТЗ (район Харкова)
Райо́н ХТЗ (раніше також «Соцмістечко Новий Харків») — житловий масив, розташований в Індустріальному районі міста Харкова, розміщений на сході Харкова. Має себе інфраструктуру, що забезпечує побут і дозвілля людей, і як спочатку планувалося, персоналу Харківського тракторного заводу ХТЗ. 
Соцмістечко проєктувалося з нуля й було покликане втілити собою місто майбутнього, ідеальну модель існування пролетаріату, де всі побутові завдання аж до приготування їжі повинні були вирішуватися централізовано. Від самого заводу ХТЗ цей житловий масив відокремлений широкої зеленою смугою.
На даний момент цей район міста Харкова вважається «зеленим» районом міста, так як дуже багато дворів будинків буквально потопають в зелені. Тут є два парки і кілька скверів: парк імені В. В. Маяковського, парк «Зелений гай», Олександрівський сквер, сквер Тракторозаводський.

## Цікаве

### Палац одружень
Палац одружень, колишній клуб-їдальня для робітників ХТЗ, розташований по вул. Миру, 3. Архітектори — А. Е. Аль і А. І. Тарусу. Будинок побудований в стилі конструктивізму. Після реконструкції, виконаної за проєктом архітектора І. А. Данильченко та художника Ю. І. Самохвалова, будівля зберегла колишню зовнішність. Інтер'єри набули урочистого вигляду (худ. В. А. Купцевіч, Є. М. Хобачев, С. Є. Луньов, В. С. Нестеров). Автором вітражів є художник І. П. Міцкевічюте.

### Будинок культури ХТЗ

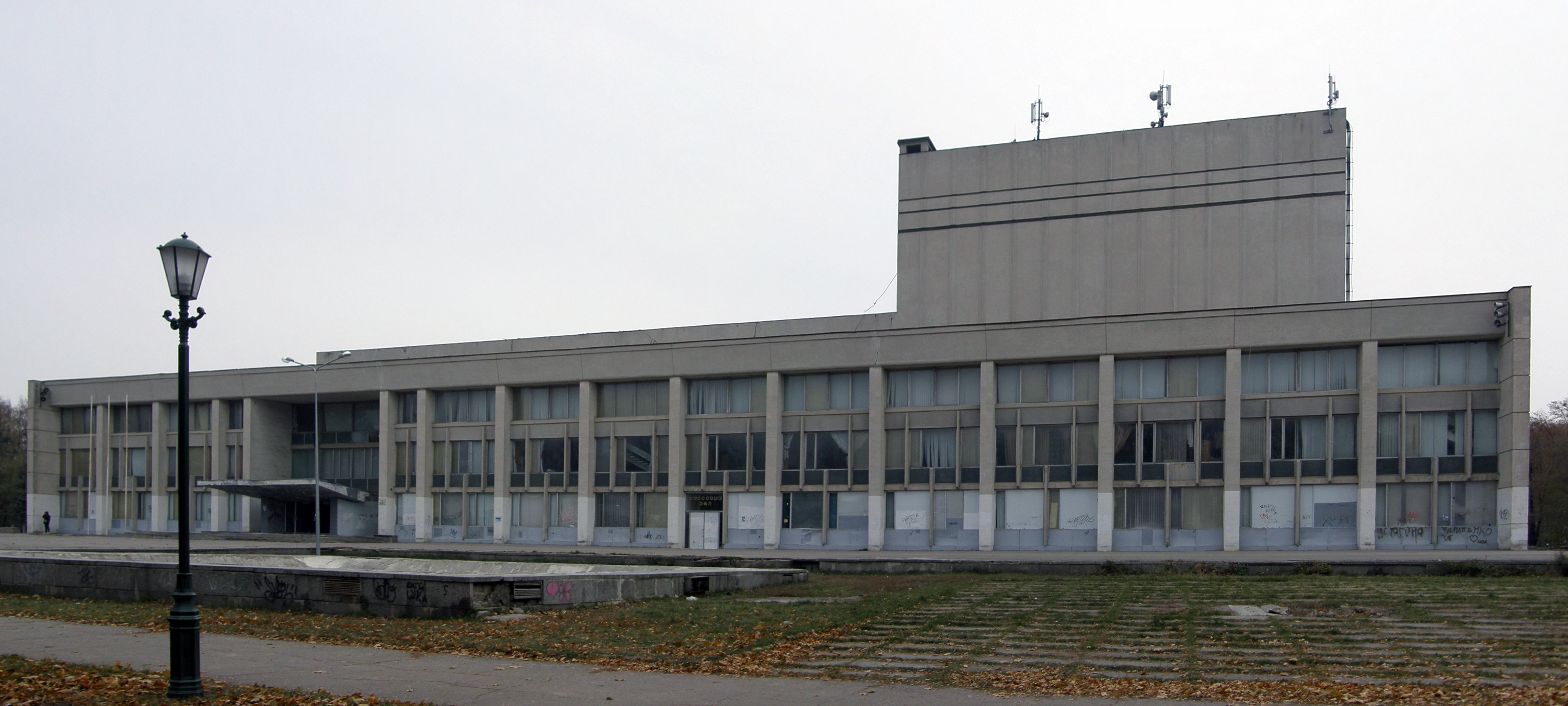
ПК ХТЗ

Палац культури ХТЗ (арх. Ф. М. Коваленко, Е. Н. Бельман за участю арх. І. П. Самохвалова, 1966–1968) побудований за переробленим типовим проєктом 2С-06-6, який пізніше отримав широке застосування в інших містах Україні. Триповерхова споруда має велике двоярусне головне фоє, місткий театральний зал з розвиненою сценічною частиною, кінозал і різноманітний набір приміщень для клубної роботи. Зі смаком оформлені інтер'єри Палацу.

### Житловий будинок по вул. Миру, 20

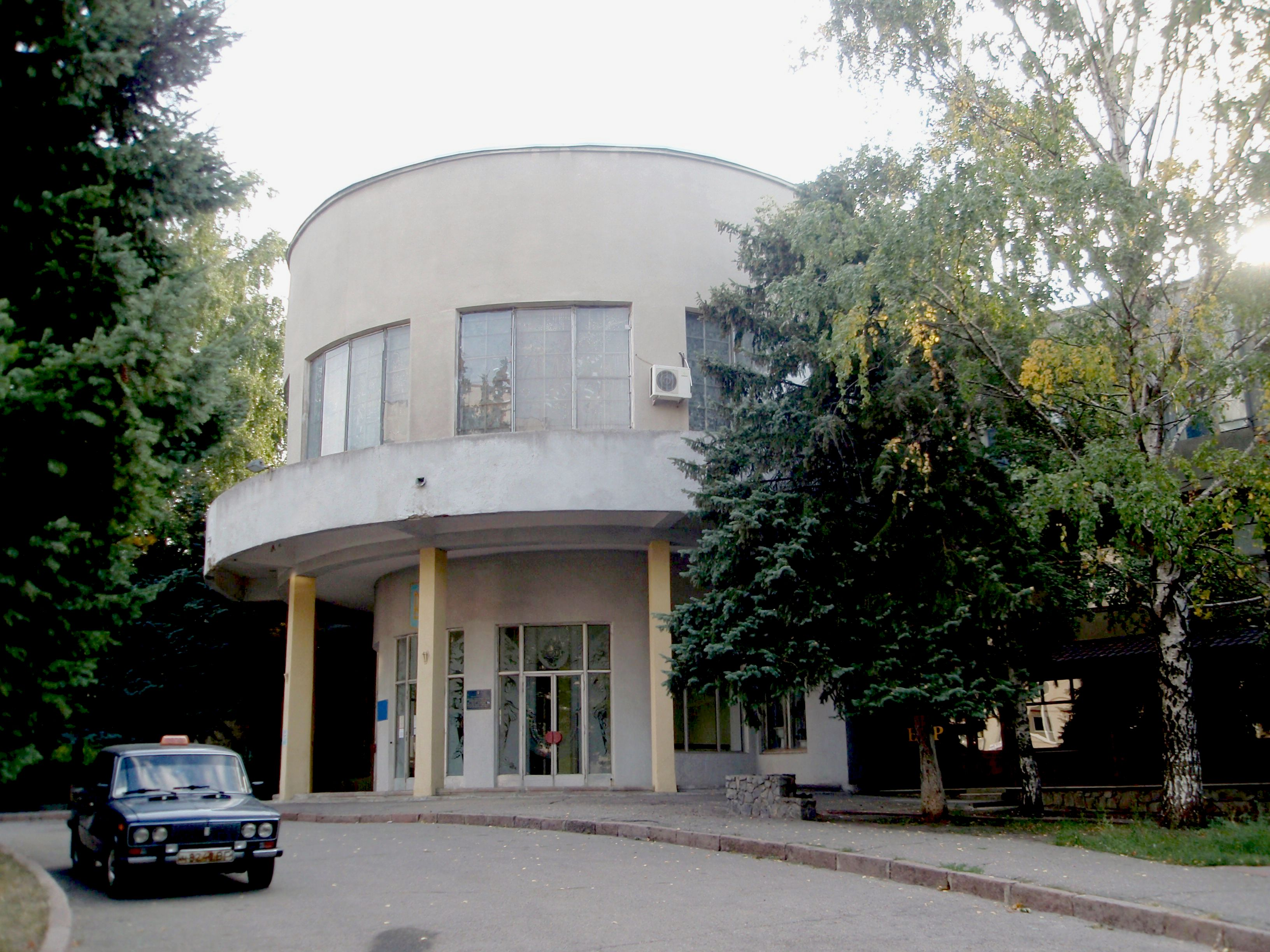
Палац одружень, колишній клуб-їдальня робітників заводу

Наприкінці липня 2013 року на одній з бічних стін будинку в рамках проєкту «Гордість Харкова» було зображено графіті, в якому поєднано модель атома з портретом Льва Ландау.

### Житловий будинок по вул. Біблика, 19
Житловий будинок. Побудований в 1954 р. Архітектор Маторін А. Д. У середній його частині спочатку розміщувався Дитячий клуб ХТЗ (у 1992 році перейменований в Дитячий палац культури ХТЗ).

### Палац піонерівХТЗ
Будівлю спочатку було запроєктовано з трьох блоків: чотириповерхового корпусу з обсерваторією, театрального та спортивного корпусів (останні два так і не були побудовані). Лаконічний прямокутний обсяг головного корпусу з великими віконними прорізами, розділений на всю висоту будівлі вузькими смугами, замикає перспективу проспекту Фрунзе. Вхід до будинку підкреслює далеко виступаючий вперед похилий залізобетонний козирок. Над Палацом, оживляючи його лаконічний вигляд, підноситься зміщена від центральної осі башточка обсерваторії з куполом еліптичної форми.

## Дивитись ще
- Обрій (район Харкова)